# Ælfwine aus England
Ælfwine aus England (englisch Ælfwine of England), der auch Eriol genannt wurde, ist eine kurze Erzählung des Schriftstellers J. R. R. Tolkien, die zunächst als Skizze und später in zwei unterschiedlichen Versionen in ausführlicherer Form um das Jahr 1920 niedergeschrieben wurde. Ælfwine stellt ein Bindeglied zwischen der Mythologie Mittelerdes und der von Tolkien als eigenständiges Werk geplanten Erzählung mit dem Titel The Lost Road dar, die von einer Zeitreise nach Númenor erzählen und die reale Welt mit den Legenden Mittelerdes verbinden sollte.

## Hintergrund
Tolkiens ursprüngliche Idee war es, eine Sammlung von Legenden und Mythen für seine Heimat England zu erstellen. Er selbst schrieb dazu:

„Es gab aber eine Zeit (seither bin ich längst kleinlauter geworden), da hatte ich vor, eine Sammlung von mehr oder weniger zusammenhängenden Sagen zu schaffen, die von den großen kosmogonischen, bis hin zum romantischen Märchen reichen sollten – […] ein Werk, das ich einfach meinem Lande, England, widmen könnte.“

Ælfwine wird zunächst als ein Angelsachse beschrieben, der im 10. Jahrhundert in Großbritannien lebte. Sein Name setzt sich im Altenglischen aus „Alf“ = ‚Elb, Elf‘ und „wine“ = ‚Freund‘ (englisch Elf-friend) zusammen. In dieser Zeit war Ælfwine ein verbreiteter Name und über den Protagonisten der Erzählung wird berichtet, dass er ein Nachfahre Earendils des Seefahrers war. So gibt es neben der Geschichte auch ein Gedicht, das den Titel The Song of Eriol (der Gesang Eriols) trägt und in der ersten Version im Jahr 1916 als The Wanderer’s Allegiance verfasst wurde.
Wie allen Nachfahren Earendils lag ihm der Hang zur Seefahrt im Blut. Er war der einzige, dem es gelang, die Einsame Insel (Elbisch „Tol Eressea“, oder Avallon) zu erreichen. Dort wurden ihm die unbekannten Legenden erzählt, die in den ersten beiden Teilen der History of Middle-earth als Das Buch der verschollenen Geschichten zusammengefasst wurden. Die Geschichte über den Untergang Númenors verbindet diese Werke, denn die Zeitreise sollte dorthin führen, in die Zeit kurz vor dem Untergang. Als Ælfwine von seiner Reise zurückkehrte, berichtete er den Menschen in seiner englischen Heimat auch von diesem Ereignis und von seinen Erlebnissen und trug sie ihnen als Balladen vor. Zuletzt sang er über das „Namenlose Land“ (englisch The Nameless Land), das auch Das Lied von Ælfwine genannt wurde. Tolkien verfasste zwei unterschiedliche Versionen der Legende um Ælfwine.

### Ursprüngliche Skizze
Eriol hatte seinen Ursprung eigentlich auf Helgoland, so kann sein Name auch als „jemand von der Eisenküste“ („ere“ = einer [von aus] „ollo“ = der Eisenküste [Er-i-ollo, Er-i-ôl]) gedeutet werden, was sich auf die Farbe der Felsen Helgolands bezieht. Er hatte einen Sohn mit dem Namen Heorrenda aus Hægwudu (siehe auch die Erwähnung in The Lament of Deor), der in Great Haywood in der Grafschaft Staffordshire beheimatet war. Diese direkte Verbindung zur realen Welt (Tolkien lebte 1917 in diesem Ort) wurde später verändert, so verschwanden auch die Gleichsetzungen von Kortirion (Ausblick nach Kor) = Warwick und Taruithorn oder Taruktarna (Ochsenfurt) = Oxford. Eriol wird zunächst als Ottor Wǽfre (der Ruhelose), Sohn des Eoh (Pferd) bezeichnet, der auf Helgoland lebte. Nachdem sein Vater von dessen Bruder Beorn erschlagen worden war, heiratete er Cwén, die ihm die Söhne Horsa und Hengest gebar. Nach dem Tod seiner Frau verließ er seine Kinder und brach auf, um Tol Eressea zu finden, da er selbst unter dem Stern Earendels (des Morgensterns) geboren war.

„Doch anfangs sollte seine Rolle innerhalb des Werkes viel bedeutender sein als (was sie dann wurde) einfach nur die eines Mannes aus späteren Tagen, der in das »Land der Feen« kam und dort verlorengegangenes oder verborgenes Wissen erwarb, […]: Zu Beginn sollte Eriol ein wichtiger Platz in der Feen-Geschichte selbst zukommen – nämlich als Zeuge des Untergangs der Elbeninsel Tol Eressea. […] Die Eriol-Geschichte gehört in der Tat zu den schwierigsten und rätselhaftesten Komplexen innerhalb der gesamten Geschichte. Mittelerdes und Amans […].“

### Version 1
Die erste Version stellt ihn als einen Bewohner von Wessex dar und gibt an, dass Warwick ursprünglich von Elben, in Erinnerung an Kortirion auf Tol Eressea, errichtet worden sei (es existiert ein Gedicht mit dem Titel Kortirion among the Trees aus dem Jahr 1915). Ælfwine lebte demnach in Warwick in Luthany (England) und entstammte der Familie von Ing. Sein Vater sei Deor, ein Minnesänger, und seine Mutter Eadgifu gewesen. In den Tagen seiner Jugend wurde Warwick von Wikingern aus dem Norden angegriffen, seine Eltern wurden getötet und der Junge musste als Knecht dem Wikinger Orm dienen. Nach Jahren gelang ihm die Flucht an die Westküste Englands. Dort erlernte er das Segeln und fuhr oft weit auf den Ozean hinaus. Einmal sah er weit im Westen Inseln, doch der Wind trieb ihn stets zurück nach Hause. Schließlich machte er sich mit sieben Gefährten auf, diese Inseln zu suchen. Sie gerieten in einen Sturm, das Schiff zerschellte und Ælfwine erwachte am Morgen allein am Strand einer der hafenlosen Inseln. Hier traf er auf einen uralten Schiffbrüchigen, der sich selbst „Mann des Meeres“ nannte. Während seines Aufenthalts lernte er viel von dem alten Mann. Eines Morgens wurde das Schiff des Wikingers Orm ohne Besatzung an die Küste gespült. Ælfwine und der Mann des Meeres bestiegen das Schiff und stachen Richtung Westen in See. Auf einer Insel fand Ælfwine seine sieben Gefährten unversehrt bei den Ythlingen, einem Seefahrervolk, wieder. Der Mann des Meeres ließ ihnen neues Schiff bauen und segnete es am Tag ihrer Abreise, ehe er von einer hohen Klippe ins Meer sprang und verschwand. Nach vielen Tagen kam aus dem Nebel die Insel Tol Eressea in Sicht, doch verschwand sie bald wieder und der Wind trieb das Schiff nach Osten. Ælfwine sprang ins Wasser und schwamm nach Westen. Hier endet die erste Version.

### Version 2
Die zweite Fassung beginnt mit den Worten:

„Es war einmal ein Land, genannt England, und es war eine Insel des Westens, und bevor sie im Krieg der Götter zerbrochen wurde, war sie von allen nördlichen Landen das westlichste und blickte auf das große Meer, das die Menschen einst Garsecg nannten; jener Teil aber, der abbrach, wurde Irland genannt und hat noch viele Namen mehr, und seine Bewohner haben keinen Anteil an diesen Geschichten […]“

Hier war Ælfwine ein Seefahrer und Minnesänger im Dienste von König Eadweard Thegn Odda. Er wurde „Wídlást“ (englisch Fartravelled ‚der Weitgereiste‘) genannt. Sein Vater war Eadwine, der Sohn von Oswine. Er soll um das Jahr 869 n. Chr. geboren worden sein. Als der Junge neun Jahre alt war (um 878 n. Chr.), segelte sein Vater mit seinem Schiff Earendel fort und kehrte nie zurück. Die Angriffe der Dänen zwangen Ælfwine und seine Mutter von Somerset in den Westen von Wales zu fliehen. Dort erlernte er die Künste der Seefahrt und kehrte nach Somerset zurück, um im Dienst des Königs in den Krieg zu ziehen. Bei seinen Fahrten aufs Meer hörte er die irischen Legenden von Maelduin und dem Heiligen Brendan, die beide weit aufs Meer hinausgefahren waren und von wundersamen verzauberten Inseln berichtet hatten. So hörte er auch von dem großen Land im Westen, das untergegangen war, und von den Überlebenden, die sich in Irland niedergelassen hatten. Die Nachfahren jener Männer hatten alle die Sehnsucht nach der Seefahrt im Blut. Um das Jahr 915 n. Chr. brach Ælfwine eines Morgens mit seinen Begleitern Treowine, Ceola und Geraint auf, um möglicherweise im Westen das Land des legendären Königs Sceaf zu finden. Nach vielen Tagen wurden sie von einem „traumähnlichen Tod“ erfasst, als sie den geraden Pfad betraten. Als Ælfwine wieder zu sich kam, lag er am Strand einer Insel und eine Gruppe Elben zog sein Schiff ans Ufer. Er hatte Tol Eressea erreicht. Die Noldor gaben ihm den Namen Eriol, das setzt sich aus „ere“ = einer (allein, einzeln), „i“ = der und „olo“ = träumen zusammen und bedeutet „jemand, der alleine träumt“. Er erlernte das Noldorin und traf in dem Ort Tavrobel auf Pengolodh (einen Elben aus Gondolin), der ihm die Ainulindale, die Lhammas, die Quenta Silmarillion, die Geschichten aus dem Goldenen Buch, die Narn I Chîn Húrin und die Annalen von Aman und Beleriand erzählte. Er lernte die Geschichten auswendig und schrieb sie in altenglischer Sprache nach seiner Rückkehr nach England für die Nachwelt auf. Auch die Aufzeichnungen von Bilbo Beutlin gehen auf die Erzählungen von Pengolodh zurück.

### Unterschiede der Versionen
Die wesentlichen Handlungsabläufe sind identisch, die Elben verlassen Kôr (in Eldamar, Valinor) und marschieren in die Großen Lande (Mittelerde), dort kommt es zum Krieg mit den Menschen. Nun ändert sich der Ablauf, zogen sich die Elben in der ersten Fassung direkt nach Tol Eressea (hier gleichgesetzt mit England) zurück, so ist es in der zweiten Fassung zunächst ein Rückzug nach Luthanien (England) und von dort die Abreise nach Tol Eressea, zu der einsamen Insel vor der Küste Amans (Land der Valar, gelobtes Land, Segensreich). (1) Eriol erreicht Tol Eressea, hört dort die Geschichten, die Insel wird zurück zu den großen Landen gezogen und so wird Tol Eressea schließlich zu England. (2) Ælfwine segelt von England aus nach Tol Eressea, hier nun nicht mehr mit England gleichgesetzt, weit im Westen verankert und für Menschen eigentlich unerreichbar.